# Coach Steven (Steven Universe)
Coach Steven é o vigésimo episódio da primeira temporada da série animada americana Steven Universe, que estreou em 21 de agosto de 2014 no Cartoon Network. Foi escrito e encenado (storyboard) por Raven M. Molisee e Paul Villeco. 
O episódio apresenta a estreia de Sugilite (voz da estrela convidada Nicki Minaj), a fusão de Garnet e Ametista.  Depois de testemunhar o poder de Sugilite, Steven torna-se obcecado em se tornar mais forte, para a aflição de Pérola, que acredita que ele confunde a força bruta com a força "real".

## Enredo
As Crystal Gems chegam ao antigo Tubo de Comunicação Gem para destruir a antena com defeito. Garnet pede a Ametista para se fundir com ela para destruí-lo. Pérola, pede cautela por causa da instabilidade da forma combinada de Garnet e Ametista, mas Garnet descarta suas dúvidas e se funde com Ametista, formando Sugilite. Desdobrando-se em seu imenso tamanho e força, Sugilite começa a esmagar os pilares da antena de forma imprudente, com seu gigante mangual como uma bola de demolição. Quando Steven é atingido por destroços, Pérola o leva para casa, deixando Sugilite terminar a demolição sozinha. Momentos depois de se teletransportarem, os destroços destroem a plataforma.
Mais tarde, Steven mostra sua lesão para seus amigos Lars e Sadie. Quando eles zombam de quanto Steven está fazendo um pequeno corte, ele propõe que todos eles se tornem mais fortes, e pede a seu pai Greg para construir uma academia improvisada na praia. Steven explica a Pérola o que ele está fazendo: ele quer ser mais forte para poder ser mais útil, como Sugilite. 
Enquanto Lars, Sadie e Greg iniciam seus treinos, Pérola canta a música "Strong in the Real Way", lamentando a admiração de Steven pela força bruta de Sugilite e esperando que ela mesma possa ser um modelo mais positivo para ele. Steven canta um segundo verso, treinando os outros em seus treinos antes de começar o seu próprio.
Na manhã seguinte, Steven está muito dolorido para se mexer. Sugilite vem pisando na praia, indignada com o fato de que Pérola e Steven a deixaram para trás e não queriam se separar. Ela começa atacando Pérola e esmagando a academia de Greg. Pérola se desespera, já que ela não é forte o suficiente para proteger Steven. Ele pega seu megafone e treina de volta em autoconfiança, dizendo que ela é "forte no caminho real!". Animada, Pérola permite que Sugilite a persiga até o topo da colina e, em seguida, joga sua lança no penhasco sob o pé de Sugilite, para que ela perca o equilíbrio. Sugilite cai na praia abaixo, e seu mangual pousa em sua cabeça, separando-a. Garnet e Ametista caem na praia cansadas, Pérola as abraça e Garnet pede desculpas por não ter ouvido o conselho de Pérola antes.

## Elenco
- Zach Callison como Steven Universo
- Deedee Magno Hall como Pérola
- Michaela Dietz como Ametista
- Estelle como Garnet
- Nicki Minaj como Sugilite
- Matthew Moy como Lars Barriga
- Kate Micucci como Sadie Miller
- Tom Scharpling como Greg Universo

## Produção

### Música
O episódio apresenta a música "Strong in the Real Way", interpretada por Deedee Magno Hall (como Pérola) e Zach Callison (como Steven), composta pela criadora da série Rebecca Sugar. Os violões foram executados por Stemage.

## Transmissão e recepção
"Coach Steven" fez uma prévia na San Diego Comic-Con e estreou na Cartoon Network em 21 de agosto de 2014. Sua transmissão americana inicial foi vista por aproximadamente 1.852 milhões de telespectadores e recebeu uma classificação doméstica de 0,35 da Nielsen, o que significa que foi visto por 0,35% de todos os agregados familiares. 
Cecilia Mazumdar Stanger, do Minnesota Daily, escreveu que achou o episódio decepcionante no começo, especialmente porque a atriz convidada Nicki Minaj não participou da música do episódio. No entanto, ela acrescenta que o episódio "teve todos os elementos que tornam Steven Universe um desenho tão atraente". 
Na dublagem italiana do episódio, a fala de Larsː "We are not married", foi censurada. 